# Hamptoncourtpolder
Hamptoncourtpolder, ook Hampton Court, is een nederzetting in Nickerie in Suriname. Het ligt op een afstand van circa 9 kilometer van Nieuw-Nickerie. 
Hamptoncourtpolder is ontstaan uit de suikerrietplantage Hamptoncourt, gelegen aan de Nickerie-rivier, tussen stroomopwaarts plantage Phoenix en stroomafwaarts plantage Krappahoek. 